# Charles-Hubert Gervais
Charles-Hubert Gervais (Parigi, 19 febbraio 1671 – Parigi, 14 gennaio 1744) è stato un compositore francese dell’età barocca.

## Biografia
Figlio di un valletto di Luigi XIV di Francia, Filippo I di Borbone-Orléans, nacque al Palais-Royal di Parigi e fu probabilmente educato dagli intendenti musicali del suo signore, Jean Granouillet de Sablières e Charles Lalouette.
Lavorò come musicista per Filippo II di Borbone-Orléans, futuro reggente di Francia. Nel 1701 sposò Françoise du Vivier, che morì nel 1723. Il 24 aprile 1702 succedette al padre come valletto di camera di Filippo I.
Nel 1721 fu nominato sous-maître de musique alla Chapelle royale con André Campra, Nicolas Bernier e Michel-Richard Delalande (che in precedenza aveva tenuto il posto da solo).
Gervais compose musica sacra e opere, incluse due tragédie lyrique.

## Composizioni

### Opere
- Idille sur le retour du duc de Chartres (1692)
- Méduse (tragédie lyrique, 1697)
- Divertissement de Fontainebleau (1698, attribuito a Gervais)
- Hypermnestre (tragédie lyrique, 1716)
- Les amours de Protée (opéra-ballet, 1720)
- Divertissement de Villers-Cotterêts (1722)